# Даніель Конте
Даніель Конте (фр. Daniel Contet; 3 листопада 1943 — 23 жовтня 2018) — колишній французький тенісист.
Найвищу одиночну позицію світового рейтингу — 245 місце досяг 3 червня 1974 року.
Здобув 1 парний титул.
Найвищим досягненням на турнірах Великого шолома був півфінал в парному розряді.

## Фінали за кар'єру

### Парний розряд (1–1)
| Результат | В-П | Дата         | Турнір                       | Покриття | Партнер     | Суперники                          | Рахунок                 |
| --------- | --- | ------------ | ---------------------------- | -------- | ----------- | ---------------------------------- | ----------------------- |
| Поразка   | 0–1 | квітень 1968 | Монте-Карло, Монако          | Ґрунт    | Патріс Бюст | Сергій Лихачов Олександр Метревелі | 7–5, 7–9, 4–6, 7–5, 5–7 |
| Перемога  | 1–1 | Кві 1972     | Мастерс Монте-Карло, Франція | Килим    | Патріс Бюст | Їржі Гржебець Франтішек Пала       | 3–6, 6–1, 12–10, 6–2    |